# Президентские выборы в Южной Осетии (2012)
Президентские выборы в Южной Осетии 25 марта и 8 апреля 2012 года прошли на 84 участках. В списки избирателей внесены 34 360 человек. Явка в первом туре превысила 70 %, во второй тур вышли Л. Тибилов (42,48 % голосов) и Д. Санакоев (24,58 %). Во втором туре победил Л. Тибилов.

## Кандидаты

### Зарегистрированные
- Тибилов, Леонид Харитонович, консультант Полномочного представителя Президента РЮО по вопросам постконфликтного урегулирования грузино-осетинских взаимоотношений
- Санакоев, Давид Георгиевич, омбудсмен
- Медоев, Дмитрий Николаевич, посол в России
- Кочиев, Станислав Яковлевич, лидер коммунистической партии. Во втором туре партия поддержала Л. Тибилова[4].

### Незарегистрированные
Отказано в регистрации со ссылкой на нарушения в подписных листах:
- Дзиццойты, Юрий, вице-спикер парламента[5]
- Зассеев, Сергей[6]
- Битиев, Сергей, главный судебный пристав Минюста[7][8]

Не сдали экзамен на владение государственными языками: Морис Санакоев, Олег Козаев, Инал Дзукаев и Павел Кумаритов.
Ряд других кандидатов отозвали свои кандидатуры.